# 直接基礎
直接基礎（ちょくせつきそ）とは、構造物の荷重を直接良好な地盤に伝達する形式の基礎。べた基礎とフーチング基礎に分類される。
地盤が良好な場合や、建物が比較的低層の場合に用いられる。また、地表ではなく地下の浅い箇所に良好な地盤がある場合は、ある程度根掘りをしてその地盤を露出し、直接基礎とする場合もある。

## べた基礎
建築物の底面全てに基礎スラブを構築したもの。軟弱な地盤であるが柱にかかる荷重及び柱の自重による荷重が大きく基礎底面がほとんどを占めてしまう場合に用いられる。

## フーチング基礎
フーチング基礎には独立、複合、連続の3つがある。フーチング (Footing) と呼ばれる下部を広くした基礎スラブで上部建物の荷重を地盤か地業に伝えるために用いられる。